# اختبار الحامل السابع
```
Test Stand VII
 (
(
بالألمانية
: 
Prüfstand VII
)‏
 ، P-7) كان مرفق اختبار 
صواريخ في-2
 الرئيسي في 
مطار Peenemünde
 وكان قادرًا على إطلاق ثابت لمحركات الصواريخ حتى 200 طن دفع. تشمل الأحداث البارزة في الموقع 
أول إطلاق ناجح لـ V-2
 في 3 أكتوبر 1942، وزيارات القادة العسكريين الألمان، وتحليق واستطلاع الحلفاء والقصف.
```

## وصف

### غرفة التحكم
كان غرفة التحكم أيضا مكونة من صف من أربعة بريسكوبات، وأجهزة قياس الضغط، وأجهزة قياس التردد، فولتميتر وقوة التيار الكهربائي، ومصابيح إشارة خضراء / أحمر / أبيض، ومفاتيح على وحدة الدفع ولوحة التوجيه لعرض ما يقرب من 15 نقطة القياس داخل الصاروخ بشكل حيوي. بالإضافة إلى ذلك، تحتوي غرفة التحكم على ساعة عد تنازلي كبيرة "X-time" تعرض الوقت حتى الإطلاق، والتي تم الإعلان عنها عبر مكبرات الصوت كـ «X ناقص أربع دقائق»، إلخ. بالإضافة إلى غرفة التحكم، احتوى المبنى على مكاتب وغرفة اجتماعات ومهاجع صغيرة مع أسرّة مزدوجة ودش مجاور وغرفة غسيل، وورشة عمل. أدى ممر طويل تحت الأرض من حجرة القياس إلى غرفة في الأساس الخرساني بواسطة حفرة اللهب، وغطت صفوف متعددة من كابلات القياس جدران النفق. أدى نفق مختلف يتصاعد تدريجيًا من غرفة حفرة اللهب الطويلة إلى الخارج من الساحة بالقرب من النواة ((بالألمانية: Pumpenhaus)‏. بالقرب من المضخة كانت هناك أبراج خشبية عالية لتبريد الماء. 